# ビト・アンツォフェルモ
ビト・アンツォフェルモ（Vito Antuofermo、1953年2月9日 - ）は、イタリアの元プロボクサー、俳優。プッリャ州バーリ県パーロ・デル・コッレ出身。元WBA・WBC世界ミドル級統一王者。

## 来歴
イタリアに生まれ、17歳の時に家族とともにアメリカ合衆国に移住した。
1971年11月30日、プロデビュー。
1974年8月9日、元世界スーパーウェルター級王者デニー・モイヤーと対戦し、10回判定勝ち。
1974年11月22日、元世界2階級王者エミール・グリフィスと対戦し、10回判定勝ち。
1976年1月16日、EBU欧州スーパーウェルター級王者エックハルト・ダッゲに挑戦し、15回判定勝ちで王座を獲得した。
1976年10月1日、2度目の防衛戦でモーリス・ホープと対戦し、15回TKO負けで王座から陥落した。
1979年6月30日、WBA・WBC世界ミドル級王者ウーゴ・コーロに挑戦し、15回判定勝ちで王座を獲得した。
1979年11月30日、防衛戦でマービン・ハグラーと対戦し、15回判定ドローで初防衛に成功した。
1980年3月16日、2度目の防衛戦でアラン・ミンターと対戦し、15回判定負けで王座から陥落した。6月28日、ミンターとダイレクトリマッチで対戦し、8回TKO負けで王座返り咲きならず。
1981年6月13日、ミンターから王座を奪取した王者マービン・ハグラーに挑戦し、5回KO負けで王座返り咲きならず。
1985年10月20日、のちのIBF世界スーパーウェルター級王者マシュー・ヒルトンと対戦し、5回TKO負け。この試合を最後に引退した。
ボクシング引退後は俳優となり、映画『ゴッドファーザーPARTIII』にも脇役として出演した。

## 獲得タイトル
- WBA世界ミドル級王座（防衛1）
- WBC世界ミドル級王座（防衛1）